# Toivo Linnanvirta
 Toivo Ernst Linnanvirta, född 31 januari 1910, död 14 november 1970, var en finländsk klarinettist och saxofonist, som medverkade i orkestern Dallapé åren 1935-1936, 1938-1941 samt 1960-1964. Han använde sig även av namnet Topi Linnavirta och Toivo Linnavirta.